# Byala (huyện của tỉnh Varna)
Byala là một huyện thuộc tỉnh Varna, Bungaria. Dân số thời điểm năm 2001 là 3413 người.